# Eastvale (Pensilvania)
Eastvale es un borough ubicado en el condado de Beaver en el estado estadounidense de Pensilvania. En el año 2000 tenía una población de 293 habitantes y una densidad poblacional de 1,322.3 personas por km².

## Geografía
Eastvale se encuentra ubicado en las coordenadas 40°46′4″N 80°18′52″O / 40.76778, -80.31444.

## Demografía
Según la Oficina del Censo en 2000 los ingresos medios por hogar en la localidad eran de $30,781 y los ingresos medios por familia eran $31,667. Los hombres tenían unos ingresos medios de $27,708 frente a los $21,538 para las mujeres. La renta per cápita para la localidad era de $14,063. Alrededor del 8.6% de la población estaba por debajo del umbral de pobreza.